# Instituição
Instituições são estruturas ou mecanismos de ordem social, que regulam o comportamento de um conjunto de indivíduos dentro de uma determinada comunidade. Instituições são identificadas com uma função social, que transcende os indivíduos e as intenções mediando as regras que governam o comportamento vivo. Na definição de Huntington, são "padrões de comportamento recorrentes, valorizados e estáveis.".
Organizadas sob o escopo de regras e normas, visam à ordenação das interações entre os indivíduos e entre estes e suas respectivas formas organizacionais. Com outras palavras, as instituições sociais tem seu papel fundamental no processo de socialização, ou seja, tem como objetivo fazer um indivíduo tornar-se membro da sociedade.
O termo "instituição" comumente se aplica tanto às instituições informais quanto como a padrões de comportamento ou costumes importantes para uma sociedade, e em particular às instituições formais criadas por entidades como os governos e serviços públicos — instituições como a família são suficientemente amplas para abranger outras instituições.

## Estudo
Como as estruturas e mecanismos de ordem social, as instituições são um objeto principal de estudo em ciências sociais, como ciência política, antropologia, economia e Sociologia — esta última descrita por Émile Durkheim como a "ciência das instituições, sua gênese e seu funcionamento". As instituições são também uma preocupação central para a lei, o mecanismo formal para a tomada de poder político e de execução.
Tornando mais econômicas essas interações, as instituições (formais ou informais), são instrumentos indispensáveis à compreensão da lógica evolutiva das partículas sociais, sendo o seu estudo primordial ao entendimento dos complexos processos pelos quais o Capital se estrutura. Em essência, as instituições são responsáveis pela organização das interações sociais, analisando sua evolução e desenvolvendo métodos que as associem a ambiente favorável à alocação racional de recursos que otimizem a satisfação de suas necessidades.
A primeira teoria abrangente das instituições foi proposta em 1956 pelo filósofo e sociólogo alemão Arnold Gehlen.

## Definição
As pessoas podem criar deliberadamente organizações formais comumente identificadas como "instituições", mas o desenvolvimento e a função das instituições na sociedade, em geral, pode ser considerado como uma instância de surgimento. Ou seja, as instituições surgem, se desenvolvem e funcionam em um padrão de auto-organização social para além intenções conscientes dos indivíduos envolvidos.
Como mecanismos de interação social, instituições manifestam em ambas as organizações "formais", como o Congresso dos Estados Unidos, ou a Igreja Católica, e, também, em ordem social informal e da organização, refletindo a psicologia humana, cultura, hábitos e costumes, e que engloba a experiência subjetiva de decretos significativas. As instituições formais são explicitamente estabelecidas por uma autoridade pertinente e instituições informais são geralmente regras não escritas da sociedade, normas e tradições.

## Exemplos de instituições
- Casamento e a família — sociologia da família;
- Religião e instituições religiosas — ver sociologia da religião; religião civil
- As instituições políticas incluem os órgãos e os partidos políticos;
- As instituições educacionais são as escolas, universidades etc.;
- As associações;
- Certos mecanismos sem uma base física são igualmente considerados instituições, como o casamento, a pressão social, a linguagem etc..